# Hüpermnésztra
Hüpermnésztra görög mitológiai alak, Lünkeusz felesége, Danaosz argoszi király ötven lányának, a danaidáknak legkisebbike, az egyetlen, aki ellenszegült apja akaratának.

## „Élete”
Amikor Aigüptosz ötven fia erőszakkal követelte magának Danaosz ötven leányát, akkor Danaosz cselhez folyamodott. Felkészítette a lakodalomra leányait, de titokban mindegyiküknek egy-egy tőrt adott, hogy a nászéjszakán öljék meg a gyűlölt vőlegényeket. Lányai követték a parancsát, csak Hüpermnésztra kímélte meg Lünkeusz életét, mert ez volt az egyetlen, aki nem kényszerítette házasságra Danaosz leányát, hanem gyöngéd tisztelettel közeledett hozzá. Hüpermnésztra ezért megszerette  Lünkeuszt, és önként ment hozzá feleségül. Ezzel azonban magára vonta atyja haragját, aki bírák elé állította, azzal vádolva őt, hogy megszegte az apai parancsot. Aphrodité istennő azonban megjelent a bírák előtt és megvédte Hüpermnésztrát.
Hüpermnésztra testvérei, a Danaidák is meglakoltak bűnükért. Az alvilági bírák arra ítélték őket, hogy időtlen időkig lyukas hordóba merjenek vizet. Hüpermnésztra és Lünkeusz viszont mint a hű szerelem mintaképei éltek tovább az emberek emlékezetében, haláluk után Zeusz oltára mellé, közös sírba temették őket.

### „Leszármazottai”
Danaosz halála után Lünkeusz lett Argosz királya, és Hüpermnésztrával nemzett egy Abasz nevű fiút, akinek Mantineusz leánya, Aglaié ikreket szült, Akriszioszt és Proitoszt. Az ikrek már anyjuk hasában is civódtak egymással, amikor pedig felcseperedtek, viszály támadt közöttük a királyság birtoklása miatt. Ebben a háborúban találták fel a pajzsot.
Akrisziosz unokája Perszeusz. Perszeusz egyik unokája, Amphitrüón feleségül vette unokatestvérét, Alkménét, az ő házasságukból született Iphiklész. Alkménének Zeusztól született fia volt Héraklész.